# Brussinocryptus orientalis
Brussinocryptus orientalis är en stekelart som först beskrevs av Tohru Uchida 1932.  Brussinocryptus orientalis ingår i släktet Brussinocryptus och familjen brokparasitsteklar. Inga underarter finns listade.